# Khadija Jaballah
Khadija Jaballah (in arabo خديجة جاب الله‎?; 10 gennaio 1974) è un'atleta paralimpica tunisina.

## Biografia
Khadija Jaballah ha vinto due medaglie d'argento paralimpiche ai Giochi di Sydney 2000, arrivando seconda nella gara di lancio del disco F58 e nella gara di getto del peso F58.
Ai Giochi paralimpici di Londra 2012 ha fatto da guida al maratoneta non vedente Abderrahim Zhiou vincitore della medaglia di bronzo.

## Palmarès
| Anno | Manifestazione     | Sede   | Evento               | Risultato | Prestazione | Note |
| ---- | ------------------ | ------ | -------------------- | --------- | ----------- | ---- |
| 2000 | Giochi paralimpici | Sydney | Getto del peso F58   | Argento   | 8,95 m      |      |
| 2000 | Giochi paralimpici | Sydney | Lancio del disco F58 | Argento   | 30,82 m     |      |